# Raniżów
Raniżów (deutsch Ranischau) ist ein Dorf im Powiat Kolbuszowski der Woiwodschaft Karpatenvorland in Polen. Es ist Sitz der gleichnamigen Landgemeinde mit etwa 7100 Einwohnern.

## Geographie
Der Ort liegt am Fluss Zyzoga bzw. Łęg im Sandomirer Urwald des Sandomirer Beckens, auf halbem Wege zwischen der Stadt Kolbuszowa, 15 km im Westen und Sokołów Małopolski im Osten. Die Nachbarorte sind Dzikowiec, Lipnica und Wola Raniżowska im Norden, Staniszewskie im Osten, Przewrotne und Pogwizdów Stary im Süden, sowie Werynia, Kłapówka und Widełka im Südwesten.

## Geschichte
Raniżów ist der älteste Ort in der Umgebung und wurde im Jahr 1366 im Gründungsprivileg des Dorfs Doblowa bzw. heutiges Wola Raniżowska (locandi villam in silva nostra dicta Doblowa circa Ramizow, iure Theutonico Maideburgensi) erstmals urkundlich erwähnt.
Bei der Ersten Teilung Polens kam Raniżów 1772 zum neuen Königreich Galizien und Lodomerien des habsburgischen Kaiserreichs (ab 1804).

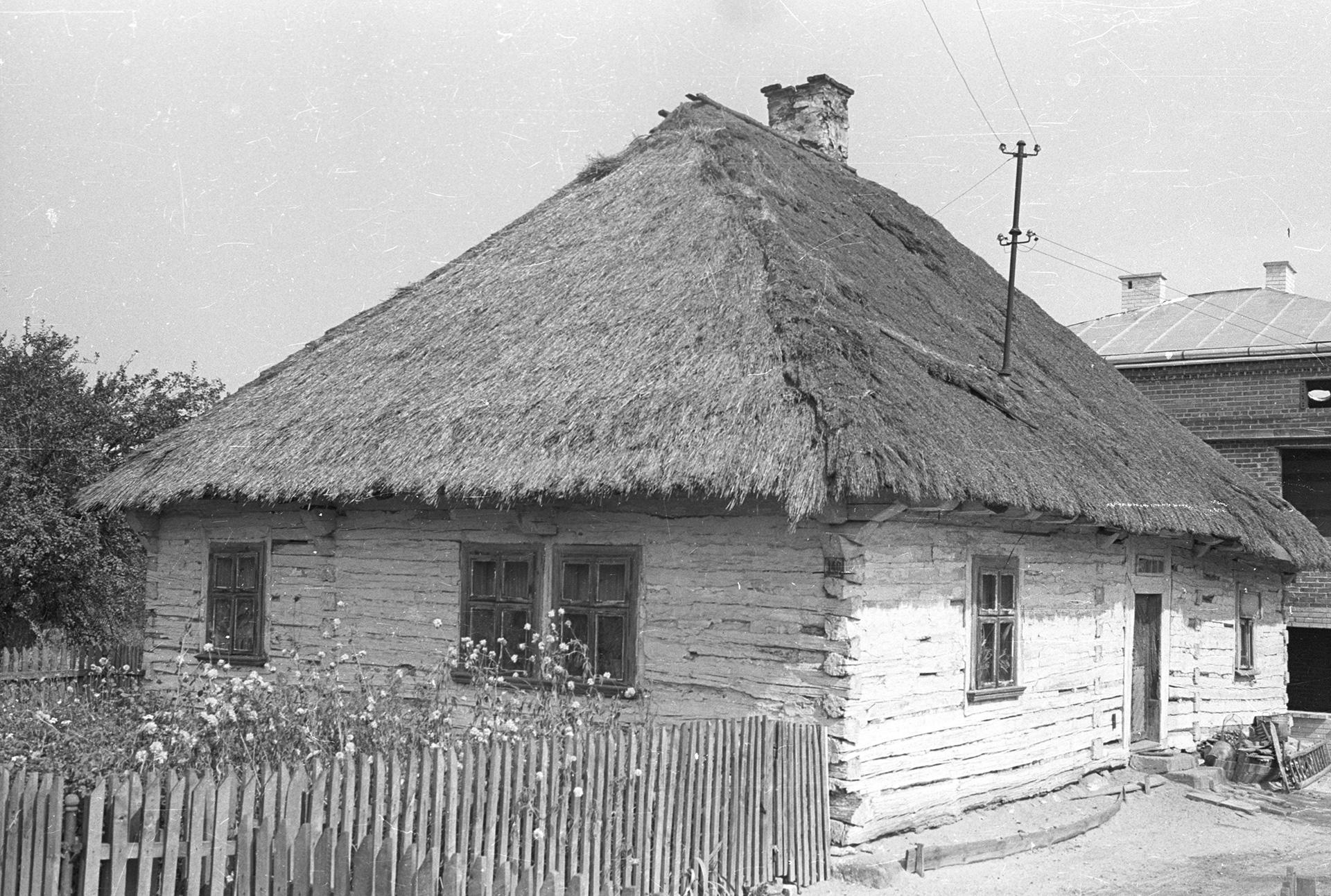
Ein Haus der josephinischen Kolonisten in Raniżów, ungewöhnlich für die Umgebung im späten 18. Jahrhundert mit einem Schornschtein

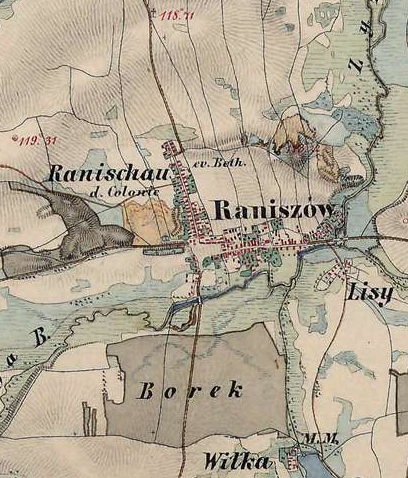
Raniżów auf der Franziszeischen Landesaufnahme um die Mitte des 19. Jahrhunderts

Im Jahre 1783 wurden im Zuge Josephinischen Kolonisation auf dem Grund des Dorfes Raniżów 42–48 deutsche Familien (235 Personen) mehrheitlich lutherischer und reformierter (2 Familien) Konfession als Kolonisten auf 348 Hektar angesiedelt. In der Umgebung wurden auch ähnlich polnische Siedler angesiedelt (z. B. 16 Familien in Staniszewskie, 12 in Lipnica, 7 in Wola Raniżowska) sowie deutsche Katholiken im Westen in Wildenthal. Die Kolonie wurde anfänglich Meinhof genannt, aber der Name etablierte sich nicht und wurde einige Jahre nach der Gründung nie wieder benutzt. Kraft des Toleranzpatents wurde eine lutherische Gemeinde in Ranischau gegründet, die zur Evangelischen Superintendentur A. B. Galizien gehörte. Sie umfasste den Rzeszower Kreis und hatte eine Filialgemeinde in Steinau. Im Jahr 1812 hatte die Kolonie 248 Menschen. Im Jahr 1875 gab es in Ranischau 214 Protestanten und eine deutsche evangelische Schule, die bis 1942 tätig war. Der Pastor war Paul (Paweł) Cholewa aus Ustroń im Teschener Schlesien.
Im Jahr 1900 hatte die Gemeinde Raniżów im Bezirk Kolbuszowa 286 Häuser mit 1647 Einwohnern, davon waren 1638 polnischsprachige,  7 deutschsprachige, 2 ruthenischsprachige, 1340 römisch-katholische, 2 griechisch-katholische, es gab 298 Juden und 7 anderen Glauben. Die Gemeinde Ranischau hatte 63 Häuser mit 387 Einwohnern, davon waren 200 deutschsprachige, 187 polnischsprachige, 134 römisch-katholisch, 69 Juden, 184 anderen Glauben (überwiegend evangelisch).
1918, nach dem Ende des Ersten Weltkriegs und dem Zusammenbruch der k.u.k. Monarchie, kamen beide Gemeinden zu Polen.
Im Jahr 1921 hatte die Gemeinde Raniżów 299 Häuser mit 1562 Einwohnern, davon waren alle Polen, 1273 römisch-katholische, 11 evangelische, es gab 278 Juden. Die Gemeinde Ranischau hatte 64 Häuser mit 369 Einwohnern, davon waren 312 Polen, 57 Deutsche, 261 Römisch-Katholiken, 60 Lutheraner, 48 Juden (nur Religion).

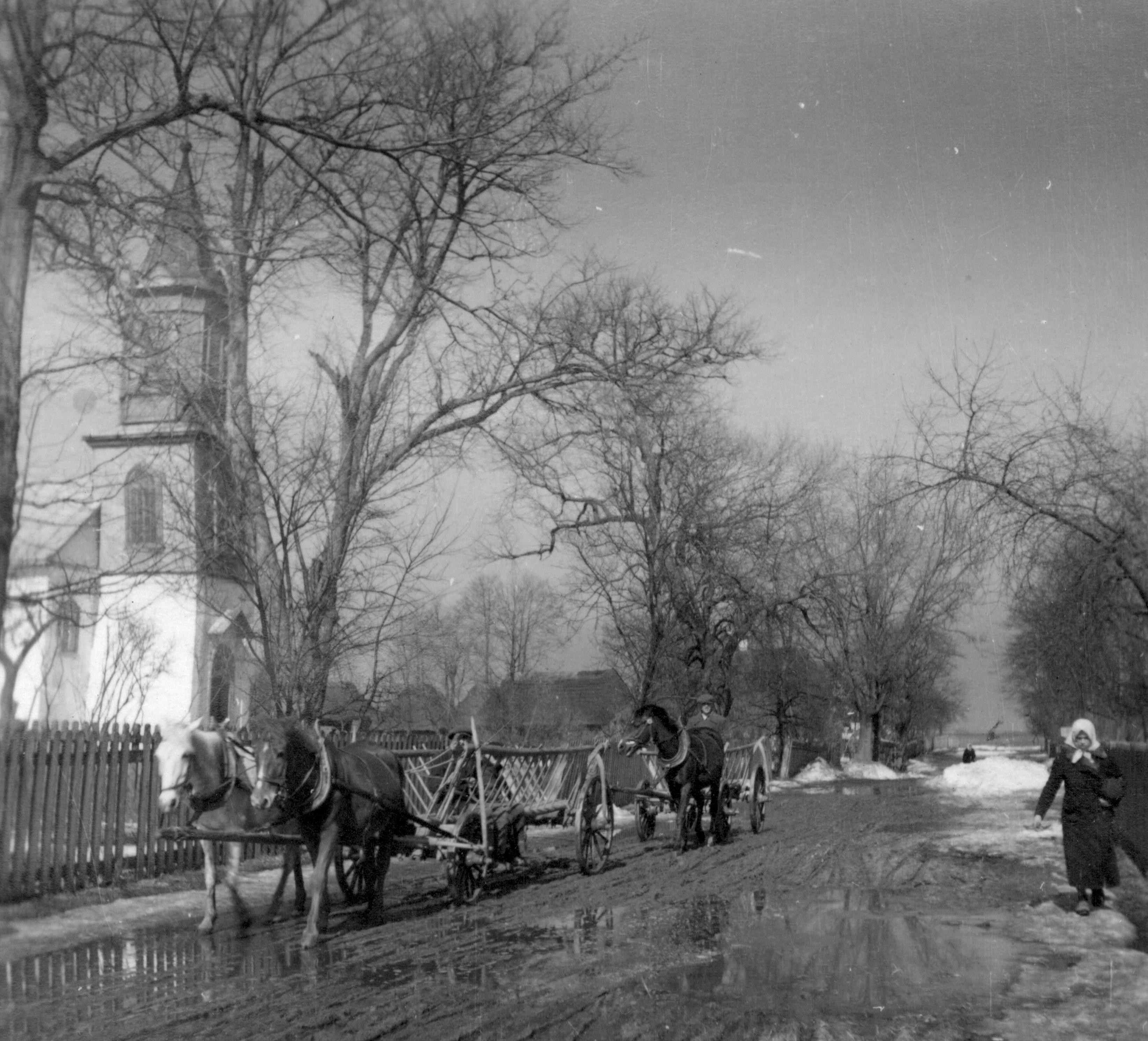
Ranischau und die lutherische Kirche im Zweiten Weltkrieg

Vor dem Weltkrieg strebte der Pastor Alfons Schmalenberg das Deutschtum in Raniżów wiederzubeleben. Die Besatzer verstärkten die Bemühungen nach dem Umbruch des Weltkriegs, währenddessen Raniżów zum  Generalgouvernement gehörte. Im Dezember 1939 schenkte der Kreishauptmann Heinz Ehaus feierlich deutsche Personalausweise an die örtlichen Volksdeutschen. Schmalenberg wurde zum Bürgermeister in Sędziszów. Neue Kolonien für neue Siedler wurden geplant, aber Hans Frank vertagte die Pläne der Wiedereindeutschung auf Herbst 1941. Schließlich wurden die Deutschen in der Gutsverwaltung Ranischau (auch Dzikowiec, Nowy Dzikowiec, Lipnica, Wola Radziszowska) im Jahr 1942 in die Umgebung von Mielec (in Wola Pławska bzw. Weizenbring) völlig umgesiedelt. 1940 wurden die Juden in die Ghettos in Sokołów Małopolski, später in Rzeszów ausgesiedelt.

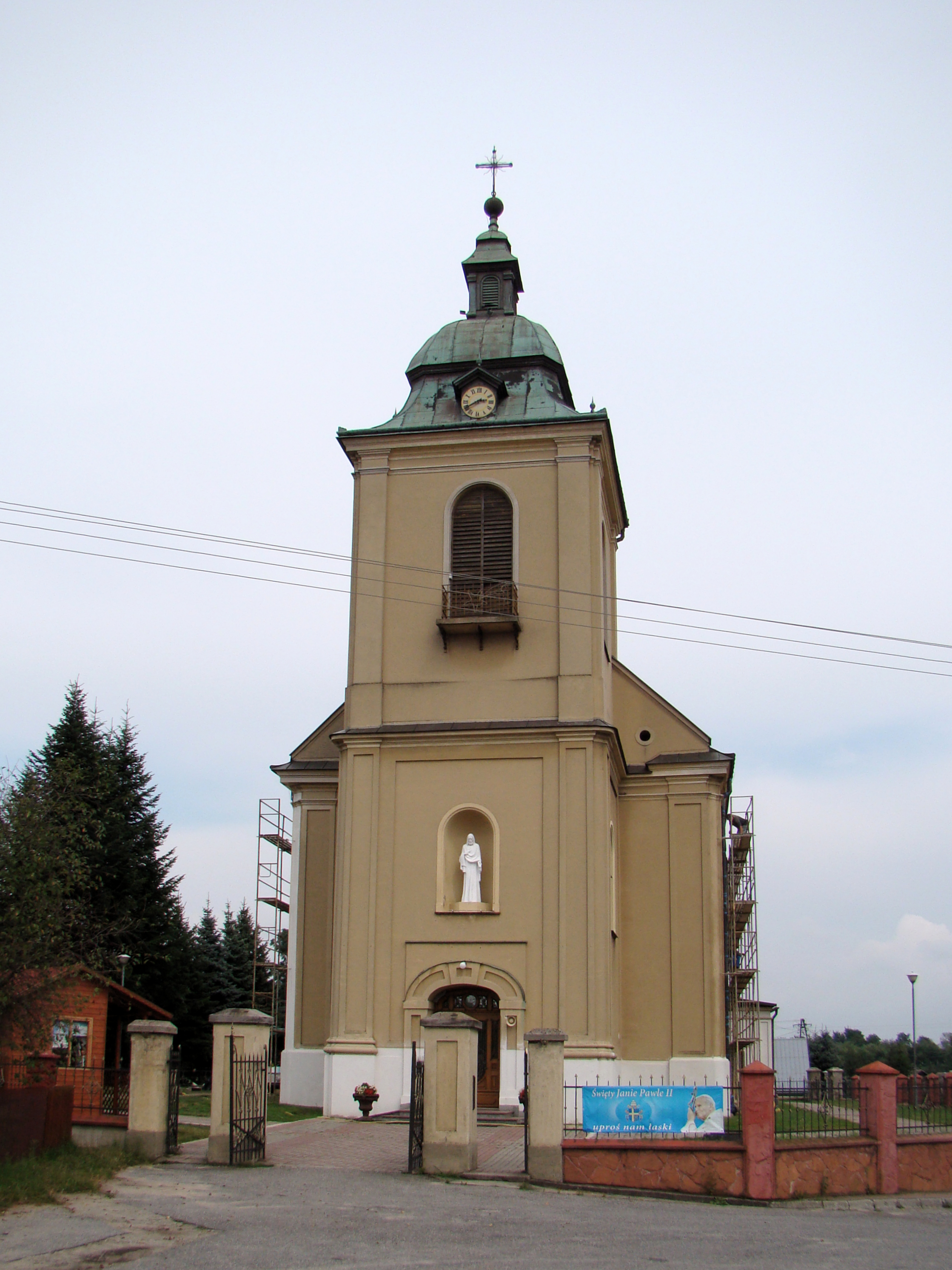
Katholische Kirche

Von 1975 bis 1998 gehörte Raniżów zur Woiwodschaft Rzeszów.
Die evangelische Kirche (1834 eingeweiht) wurde ungefähr im Jahre 1970 abgerissen. Es blieben außer Häusern einige Spuren der deutschen Kolonisten, z. B. deutschstämmige Flurnamen wie Cylakier oder Gmonstyk.

## Gemeinde
Zur Landgemeinde (gmina wiejska) Raniżów gehören acht Dörfer mit Schulzenämtern.